# Denise Scott Brown
Denise Scott Brown (nascuda Denise Lakofski) (Nkana, Rhodèsia del Nord, 3 d'octubre de 1931) és una arquitecta, urbanista, escriptora, professora i sòcia de l'estudi Venturi, Scott Brown and Associates de Filadèlfia.
Experta en planificació urbana i docent en universitats com Berkeley, Yale i Harvard, va escriure el 1972 en col·laboració amb Robert Venturi i Steven Izenour Aprenent de Las Vegas: el simbolisme oblidat de la forma arquitectònica, un dels llibres més influents en arquitectura de la segona meitat del segle XX i ha estat l'arquitecta més famosa de la segona meitat del segle xx.

## Biografia
Nascuda en el si d'una família jueva procedent de Letònia, Simon i Phyllis (Hepker) Lakofski, Denise Lakofski va estudiar primer a Johannesburg (Sud-àfrica) a la Universitat de Witwatersrand (1948-1952), on va conèixer el seu primer marit, Robert Scott Brown, que també va estudiar arquitectura.
El 1952 va viatjar a Londres per continuar els estudis a l'Architectural Association School of Architecture, on es va graduar el 1955. El 1954 Robert Scott Brown es va reunir amb ella a Londres i es van casar el 21 de juliol de 1955. Posteriorment la parella va passar tres anys viatjant per Europa fins que el 1958 es van instal·lar a Filadèlfia per estudiar al departament de planificació de la Universitat de Pennsilvània. El 1959, amb 28 anys, Robert Scott va morir en un accident de cotxe.
Denise va completar els estudis en planificació urbana el 1960 i va començar a treballar en la facultat, on en una reunió de professors va conèixer el jove arquitecte Robert Venturi, també professor de la facultat quan Denise va intervenir en contra de la demolició de la biblioteca de la universitat dissenyada per l'arquitecte de Filadèlfia Frank Furness. Scott i Venturi van iniciar una col·laboració i van compartir classes de 1962 a 1964.
El 1965 va deixar la Universitat de Pennsilvània. Va ser nomenada codirectora del Programa de Disseny Urbà de la Universitat de Califòrnia. En aquests anys es va interessar en les ciutats de Los Angeles i Las Vegas. El 1966 va convidar Venturi a visitar Las Vegas amb ella. Es van casar a Santa Mònica (Califòrnia) el 23 de juliol de 1967, i el matrimoni té un fill, James, amb qui viuen a Filadelfia. Denise Scott Brown no va adoptar el nom Venturi i va decidir mantenir el seu nom de casada per no perdre la feina que havia publicat durant anys amb el cognom del seu primer marit.
Scott Brown va tornar a Filadèlfia el 1967 per unir-se a l'empresa de Robert Venturi i es va convertir en directora de planificació el 1969.
El 1972 amb Venturi i Steven Izenour va escriure  Aprenent de Las Vegas: el simbolisme oblidat de la forma arquitectònica.
Amb la firma Venturi, Rauch i Scott Brown el 1980; i finalment Venturi, Scott Brown i Associats el 1989, Scott Brown ha realitzat nombrosos projectes, entre aquests el Sainsbury Wing de la National Gallery a Londres, el complex del Consell General a Tolosa i el Mielparque Nikko Kirfuri Hotel i Spa a prop de Nikko al Japó.

## Les dificultats de ser dona en arquitectura

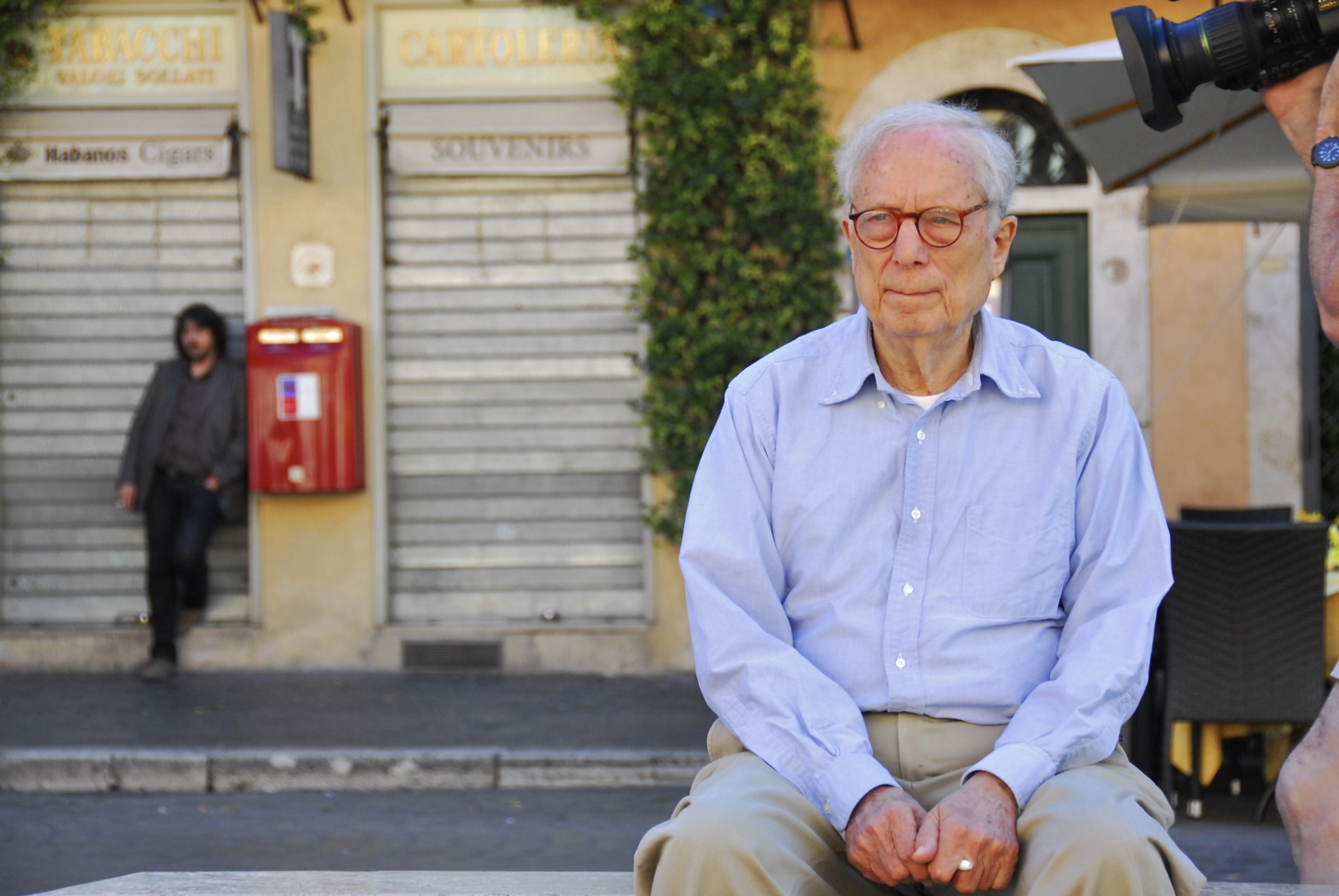
Robert Venturi, soci i marit de Denise Scott Brown (Roma, 2008)

El 1991 el seu marit Robert Venturi va ser premiat amb el Pritzker, el premi més prestigiós en arquitectura, en solitari, tot i que des de feia 26 anys signaven conjuntament la seva feina i que eren les idees de Denise sobre la importància de l'ordinari les que van forjar els seus principals llibres. Per això es va negar a acompanyar-lo a recollir-lo, com a protesta, ja que va considerar que aquest guardó hauria hagut de ser compartit. El 2013 es va iniciar una petició en internet promoguda per estudiants graduats de Harvard en què se sol·licita la concessió del Pritzker de manera retroactiva per a Denise Scott. La petició ha estat signada entre d'altres pel mateix Robert Venturi, tot i que el 1991 en el seu discurs d'acceptació no va reclamar compartir el premi, encara que sí que va dir que de Denise era més del 50% de la feina.
En mitjans de comunicació com el New York Times es va destacar que el 1991 tan sols hi havia una dona en el jurat dels premis i 20 anys després continuava havent-hi només una dona, Martha Thorne, directora executiva de Pritzker, assenyalant la discriminació de les dones en la professió d'arquitectura.
Al llarg de la seva carrera Denise Scott ha dedicat esforç i temps a lluitar pel reconeixement de la contribució de les dones.

## Obres representatives
Entre d'altres podem destacar-ne les següents:
- Perelman Quadrangle, University of Pennsylvania, Filadèlfia (2000)
- Auditori de l'Orquestra de Philadelphia ( Filadèlfia)
- Museu de les Arts Manufactureres (Frankfurt del Main)
- Sala d'Exposició de Basco (Philadelphia)
- Edifici d'Investigacions Clíniques, Universitat de Pennsylvania (Philadelphia)
- Casa de Vacances Trubek i Wislocki (Nantucket Island, Massachusetts)
- Edifici de Jutjats Franklin (Philadelphia)
- Edifici Gordon Wu, Universitat de Princeton (Princeton, Nova Jersey)
- Facultat d'Estudis Humanístics, Universitat de l'Estat (Nova York)
- Guild House (Philadelphia)
- Museu del Nen a Houston, Texas (1992)
- Ampliació del Museu  National Gallery, Sainsbury Wing, Londres (1991)
- Museu d'Art de Seattle, estat de Washington (1991)
- Laboratori Lewis Thomas, Universitat de Princeton (Princeton, Nova Jersey) (1986)
- Gordon Wu Hall, Universitat de Princeton (Princeton, Nova Jersey) (1983)

## Distincions
- Design Mind Award, Cooper-Hewitt National Design Awards; 2007 (amb Robert Venturi)
- Athena Award, Congress for the New Urbanism; 2007
- Vilcek Prize, The Vilcek Foundation; 2007
- Vincent J. Scully Prize, National Building Museum; 2002 (amb Robert Venturi)
- Topaz Medallion, American Institute of Architects; 1996
- National Medal of Arts, United States Presidential Award; 1992 (amb Robert Venturi)
- AIA Firm Award, to Venturi, Rauch and Scott Brown; 1985